# Superficie piezometrica
Nelle generiche condizioni di piano campagna orizzontale, la superficie piezometrica è la superficie ideale, al di sotto del piano di campagna, in cui il valore della pressione interstiziale è nullo e coincide con il pelo libero della falda.
Se il piano campagna è inclinato, superficie piezometrica e superficie libera non coincidono. In tal caso il pelo libero è il luogo dei punti dove la pressione è nulla mentre la superficie piezometrica (nella sua formulazione più generale) è il luogo dei punti ove la pressione interstiziale è data dal prodotto della densità dell'acqua per la differenza di quota tra un generico punto A in esame e la quota del pelo libero sulla linea equipotenziale passante per A.
A seconda del tipo di falda presente nel sottosuolo la superficie piezometrica varia:
- In una falda freatica, la superficie piezometrica coincide con la superficie freatica, cioè la superficie superiore della zona satura del sottosuolo.
- In una falda artesiana, la superficie piezometrica rappresenta la quota a cui si livellerebbe punto per punto la falda se fosse in condizioni freatiche.